# キース・ダックワース
デビッド・キース・ダックワース（David Keith Duckworth、1933年8月10日 - 2005年12月18日）は、キース・ダックワース（Keith Duckworth）として知られる人物で、イギリスの自動車技術者、実業家である。レーシングエンジンビルダーのコスワースの共同創業者として知られる。

## 概要
ダックワースは、レーシングエンジンビルダーのコスワースをマイク・コスティンとともに1958年に創業した人物である。（→#コスワース）
ダックワースはエンジンの設計において天才的な才能があり（→#エンジニアとしての特徴）、コスワース社はフォーミュラ1（F1）をはじめとするフォーミュラカーレースを中心に、スポーツカーレース、ツーリングカーレースに向けて数々の高性能エンジンを開発供給し、コスティンらとも協力しつつ、ダックワースは創業時から1980年代までそれらエンジンの設計を自ら手掛けた。
ダックワースが設計したエンジンの中でも、1967年に完成したフォード・コスワース・DFVエンジンは特に知られており、同エンジンは非常に高性能だったことに加えて、ダックワースらが誰にでも販売する方針としたため、F1をはじめとする様々な自動車レースカテゴリーにおいて1980年代にかけて広く用いられた。記録の面でも、同エンジンはF1だけでもおよそ15年間で通算155勝を記録し、同型のエンジンによる記録としては他に並ぶ例がないほどの大きな成功を収めた。（→#DFV）

## 経歴
ランカシャー・ブラックバーンで、同地で工場を営む経営者の一家の次男として生まれた。
父親のフランク・ダックワースは織物工場を営んでおり、綿布などの商品をマンチェスター王立取引所にも売っていた。母親エマ・ダックワースは鍛冶屋の娘で、家政学の学位を持っていたほか電気調理器の販売説明員をしており、機械に理解があった。父親は若い頃にオートバイ販売をしていたこともあり、余暇を車いじりに充てているような人物で、ダックワースも機械にはなんでも興味を示す子供として育ち、父親が旋盤、ドリル、グラインダー等で工作室を与えたこともあって、自身で蒸気エンジンや模型用エンジン（ガソリンとディーゼル）を自作し、16歳の頃にはそうした自作のエンジンをラジコン飛行機に組み込んで飛ばすこともできるようになっていた。
父親は事業によってかなりの資産を築き、ダックワースは1942年（9歳頃）からヨークシャーにあるギッグルスウィック・スクールで教育を受けた。学校の成績は非常によく、数学、物理、化学といった教科でA評価を獲得し、大学へ進学するには充分なものだった。しかし、ダックワースはパイロットになりたいと望んだため、軍に入隊する道を選んだ。

### 初期の経歴
18歳の時（1951年頃）にイギリス空軍で軍務に就き、パイロットになる訓練を受け、デ・ハビランド・タイガー・モス、同・チップマンク、双発のエアスピード オックスフォードといった軍用練習機を操縦した。
飛行時間が180時間となった頃、夜間飛行中に居眠りをしてしまい、「夜間飛行不能者」と判定され、複座機の後席に搭乗するナビゲーターに配置転換させられた。戦闘機パイロットは降ろされたものの、ダックワースは服用していた薬にアレルギーがあったことが飛行障害の原因だと主張している。
ナビゲーターとしての訓練を受けていた際、古傷の悪化により入院することになり、兵役は義務の2年間より早く終わった。治療のために2年間のリハビリ生活を必要としており、それと並行する形で、1952年にダックワースはインペリアル・カレッジ・ロンドンに入り、そこで機械工学を学び始めた。
この時期にインペリアル・カレッジで得た友人から自動車レースを勧められ、レース参戦用のキットカーを販売していたコーリン・チャップマンと知り合うことになる。チャップマンからレーシングカー（ロータス・マーク6）を購入したダックワースはレーシングドライバーとなることを目指したが、その才能はないことにほどなく気づき、エンジニアとしての道に進むことになる。

### ロータス
インペリアル・カレッジ在学中の1956年夏、休暇を利用してチャップマンが経営していたレーシングカーコンストラクター（製造者）のロータス・エンジニアリング社で短期間働き、この時にグラハム・ヒルが部門長を務めていたギアボックス部門で働いた。
翌1957年秋、インペリアル・カレッジで学位を得て卒業したダックワースはロータスにギアボックスエンジニアとして正式に入社した。
ダックワースが加入した時点でヒルはメカニックからドライバーに転身しようとしていたため、加入早々、ヒルの後任としてギアボックス部門の責任者に任命された。そして、同社の社長で開発の指揮も自ら執っていたチャップマンにより、信頼性の低さから「クィアボックス」（奇妙なギアボックス）の名で呼ばれた、ロータスの悪名高いシーケンシャルギアボックスの改修をダックワースは命じられた。
この5速のギアボックスは元々はチャップマンがハリィ・ムンディに設計を依頼して、ZFに製造させたもので、ギアボックスはディファレンシャルと一体化しており、かつ可能な限り小さく軽く作られ、ドライブシャフトの接続位置も低くまとめ、重心位置も低くする狙いを持ったものだった。ロータス初のシングルシーターで、フォーミュラ2用に製造されたロータス・12（1957年）から搭載されたが、信頼性は低く、1レース耐え切れず壊れるという代物で、F2において、同じクライマックスエンジンを搭載するクーパーに負け続ける主因となっていた。
「クィアボックス」には根本的な欠陥があると考えていたダックワースだったが、オイルの循環を整えるポジティブストップチェンジ機構を考案してその問題の多少の解決を試みた。この仕組みは見込みのあるものだったが、サイズが大きくなることや改修費用を負担することを嫌ったチャップマンはこの変更を認めなかった。
この時のチャップマンとの対立から、ダックワースは当時のロータスのナンバー2だったマイク・コスティンとも相談し、自らの会社を設立することを決断した。

### コスワース
1958年9月30日、ロンドン郊外のケンジントンの小さなガレージにてダックワースはコスティンとともにレーシングエンジンの設計開発を行うコスワース・エンジニアリング社（Cosworth Engineering Ltd.）を設立した。創業時の資本金は100ポンドで、社名はコスティン（Costin）とダックワース（Duckworth）の名前から命名した。
しかし、共同創業者のコスティンはフルタイムで参加できなかったため、コスワース設立当初の従業員はダックワースのみだった。
以降、1980年代半ばに一線を退くまで、ダックワースは社長兼チーフエンジニアとして、コスワースのあらゆるプロジェクトを主導した。

#### 初期のエンジン開発
設立当初はコヴェントリー・クライマックスエンジンのチューニングと整備が主な業務となる。ほどなく、フォードの市販車用エンジン（フォード・アングリア105Eの1リッター直列4気筒エンジン）をベースにダックワースは排気量1リッター程度のエンジンをフォーミュラ・ジュニア向けに開発し、これがコスワースが世に認められる契機となる（1959年暮れのレースで初参戦）。1963年の規則変更で、フォーミュラ2（F2）のエンジンは1リッター規定となり、従来のフォーミュラ・ジュニアはフォーミュラ3（F3）に格上げされ、このエンジンは様々なカテゴリーで使われるようになり、ロータスをはじめとする多くの車両コンストラクターに供給された。
フォード社（イギリス・フォード）も自社の105Eエンジンをコスワースが改造して勝ち続けていることには早くから気づいており、1963年にコスワースはフォードとの最初のワークス契約を結び、チューニングを依頼されるようになった。
ダックワースはF2向けにはSCAエンジンを設計し、1965年時点で、コスワースは年間でF2用エンジンを32基、F3用エンジンを84基販売するほどの規模となる。レース戦績の面でも、1966年こそF2で台頭した本田技研工業（ホンダ）による席巻を許したものの、1967年にF2が1.6リッターの新規定になると、新たに開発した「FVA」（フォー・バルブ・シリーズA）エンジンを擁して再び王座に君臨し、1970年代初めにかけてF2以下のカテゴリーでは最有力のエンジンビルダーとなった。

#### DFV

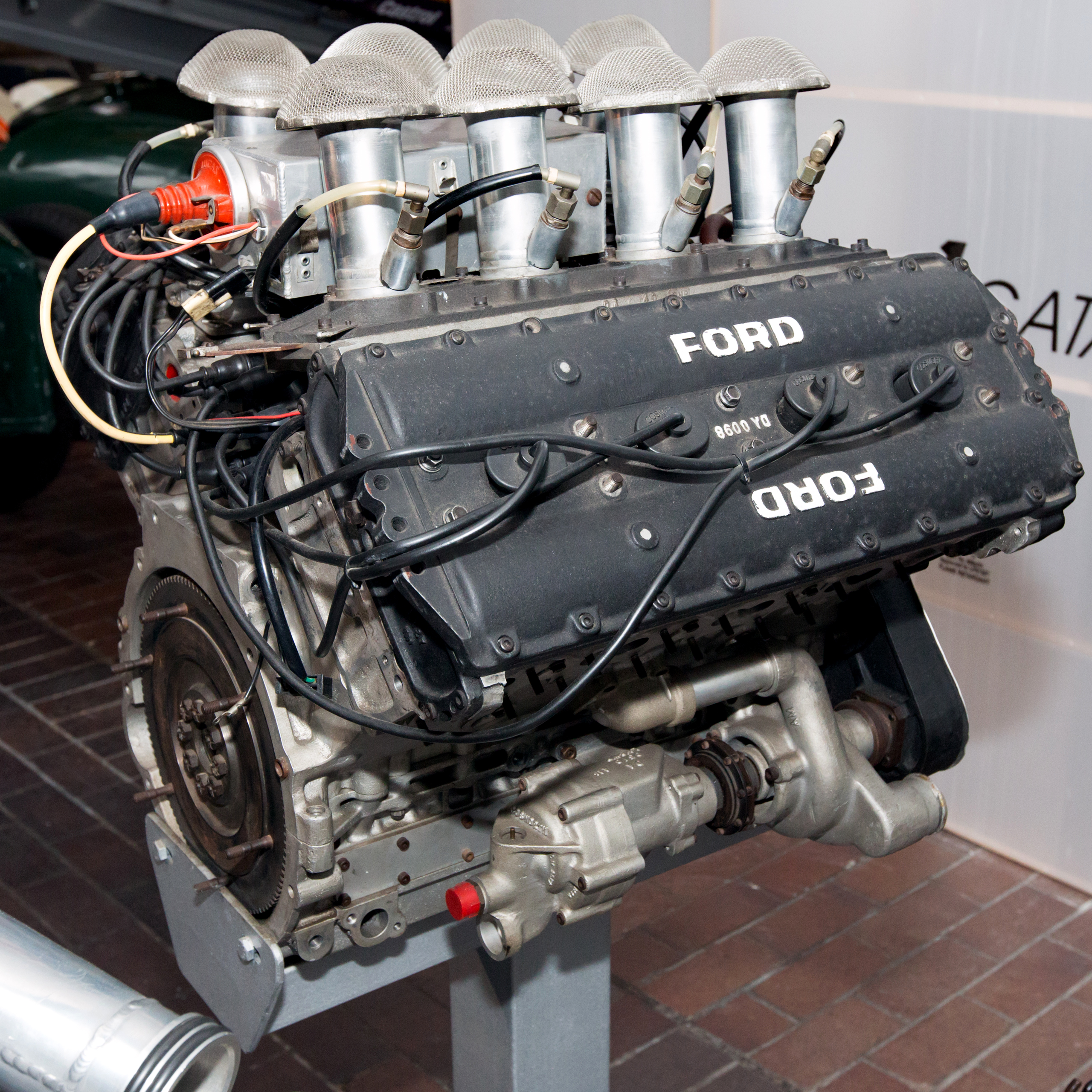
コスワース・DFVエンジン（1967年 - 1985年）

F1の1.5リッターエンジン規定の最終年となる1965年シーズン開幕前の2月、それまでイギリスのほとんどのコンストラクターにエンジンを供給していたコヴェントリー・クライマックスがこのシーズン限りで撤退することを発表した（新規定の3リッターエンジンの開発資金を捻出できなかったため）。このことにより、エンジンを探すことになったロータスはコスワースに開発を依頼し、ダックワースはF2用に開発中だった直列4気筒1.6リッターのコスワース・FVAエンジンをふたつ組み合わせることでV型8気筒3リッターのエンジンを開発し、4気筒（フォー・バルブ）を2つ組み合わせたこのエンジンには「DFV」（Double Four Valve）の名が与えられた。チャップマンの説得によってフォードの広報部のウォルター・ヘイズが後ろ盾となり、開発資金はフォードのイギリス支社が10万ポンド（当時のレートで約1億円）を提供し、このエンジンは「フォード・コスワース・DFV」の名で呼ばれることになった。
ダックワースは1966年初めにDFVの設計を始め、設計作業の多くは自宅で行った。
同エンジンは1967年6月の第3戦オランダGPで、ロータス・49に搭載されてデビューし、予選でグラハム・ヒルがポールポジションを獲得し、決勝でジム・クラークが優勝し、同車はデビューウィンを飾った。
チャップマンはDFVエンジンをロータスに独占供給するようコスワースに望んだが、ダックワースは断固としてそれを拒否し、出資者であるフォードのヘイズも同意見でチャップマンを説得し、翌1968年から同エンジンを他のチームにも供給できることになった。結果、DFVエンジンには注文が殺到し、1960年代末の時点で年間で25基以上を製造するほどになったが、それでもバックオーダーを常に抱えた。
その後、DFVエンジンは長期に渡って使用され、デビューからの15シーズンほどでF1世界選手権において通算155勝を記録し、世界選手権タイトルを12回、コンストラクターズタイトルを10回獲得するという記録を残した。
コスワースでは、長らくダックワースとコスティンの二人のみがエンジンの設計にあたっていたが、自身が引退に向けて退き始めた1980年頃になるとダックワースは若い世代のエンジニアにも設計を任せるようになった。
- DFY (1983年)

ターボ勢の台頭に対抗するため、ダックワースはコスワースの若手エンジニアだったマリオ・イリエンとポール・モーガンに命じてDFVの高出力型を開発させた。イリエンとモーガンのみでは完成に至らず、後述するDFV-SSを反映した結果、完成した時期はDFV-SSより遅い。このエンジンは、1983年アメリカ東グランプリ（デトロイトGP）でDFVエンジン搭載車として最後となるF1優勝（155勝目）を記録した。
このエンジンは、イリエンらが興したイルモアの初期のエンジンや、1987年に導入された自然吸気3.5リッター規定に合わせてコスワースが開発したDFZエンジンの設計のベースとなった。
- DFV-SS (1983年)

若手のイリエンらが開発したDFYは当初は通常のDFVよりも低出力になってしまったため、ダックワースが当時のチーフデザイナーであるジェフ・ゴダード（Geoff Goddard）に命じて開発部隊の本隊に作らせたショートストローク版のDFVエンジン。
レーシングスポーツカー用に開発したビッグボア（ボア径90 mm）のDFLがベースになっており、ゴダードが成果をイリエンにも共有したことで、DFV-SS、DFYのどちらも520馬力程度を出力するようになった。1967年の登場当初のDFVエンジンの最高出力は408馬力、1975年時点でも450馬力であり、DFVエンジンとしては大きな進歩を果たしていたが、ターボエンジン勢に対抗するには不十分だった。

#### GBA

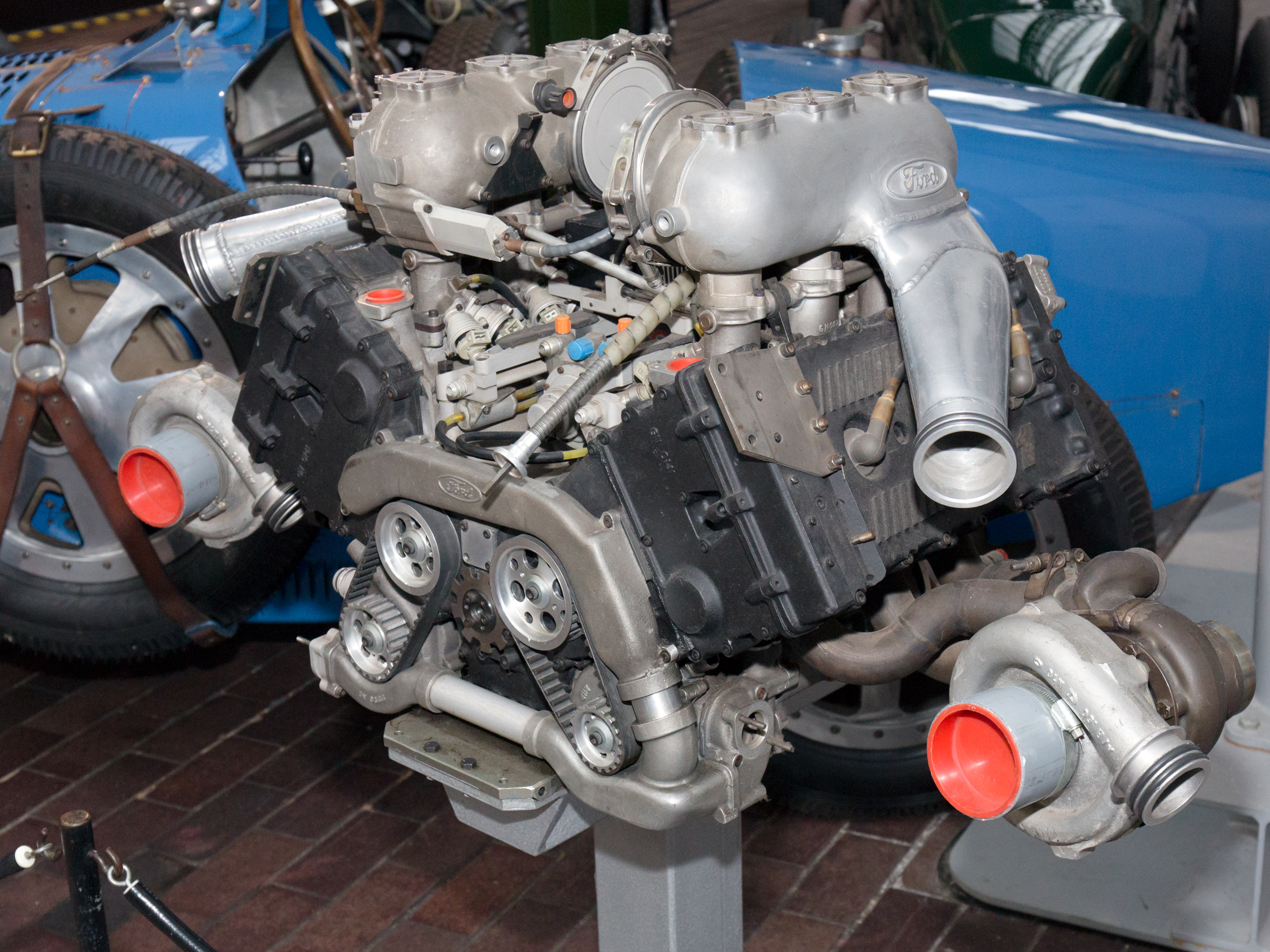
コスワース・GBAエンジン（1986年 - 1987年）

DFVエンジンは1970年代を通じて高い競争力を保っていたが、1980年頃になるとF1においてターボエンジンが性能面で優位性を見せるようになり、DFVを取り巻く状況は変化した。ターボエンジン搭載車が選手権を席巻するようになったことで、コスワースは生き残りの瀬戸際に立たされたのである。それまで過給機が嫌いだということを公言していたダックワースも背に腹は代えられない状況となり、1984年イギリスGP（ブランズハッチ）において、ダックワースとフォードはDFVに代わるターボエンジンを作ることに同意した。フォードとの交渉に際し、ターボエンジンでいつ勝てるようになるか知りたがったフォードに対して、ダックワースは「たぶん、3年かそこらかな」と答え、その正直な返答がかえってフォード側の心を掴んだ。
最初、スポーツカー用の直列4気筒にターボチャージャーを装着した試作エンジンでテストを行ったが、信頼性が低く、出力の点でもF1で戦えるほどの性能ではないことが判明した。それでも、ダックワースは他社の多くが採用していたV型6気筒エンジンよりも直列4気筒エンジンのほうがコンパクトで燃費も良いと考えていたことから、直列4気筒の採用を頑として主張した。しかし、4ヶ月の間に4基の4気筒エンジンを壊すという結果に至って、方針の変更を認めざるを得なくなり、コスワースはV6エンジンの開発を決定し、ジェフ・ゴダードに開発の指揮を任せた。
そうして開発されたのが、コスワース・GBAエンジン（フォード・TECターボ / コスワース・GBAエンジン）である。このエンジンは1986年シーズンはチーム・ハース（車両はローラ・THL2）、1987年シーズンはベネトン・フォーミュラ（B187）に供給された。

#### 引退
1980年、ダックワースはコスワースの株式をユナイテッド・エンジニアリング・インダストリーズ社（United Engineering Industries）に売却した。この時点で、これは税務上の理由によるものだと表向きは説明された。
その後もダックワースは社長職には留まり、引き続き会社の指揮を執ったが、1988年8月30日に健康上の理由で辞任し、その職をコスティンに譲った。その後も会長（President）職に就いて経営陣の一角にあったが、1989年にコスワースを去り、ダックワースは実質的に引退した。コスワースからは1989年に終身名誉会長の称号を与えられた。
以降はノーサンプトンシャー西部イーストハードンの自宅で実質的に隠居しつつ、レーシングエンジンについてのコンサルト業を行った。
その後のコスワースは、コスティンも1990年に引退し、以降の20年ほどで数度の売買が行われ、様々な会社をオーナーにしていくことになった。

### 死去
ダックワースは40歳の時（1973年）に最初の心臓発作を起こし、その後も長年の間、心臓病を患った。ダックワース自身はコスワースの全株式の内の80%を保有していたが、自身が40代の1980年に全株式を売却してコスワースの所有権を手放す決断をしたのは、このことが主な理由であり、1987年に大規模な心臓パイパス手術を行い、これはコスワースの経営からも退く契機となった。
そして、2005年12月18日にノーサンプトン総合病院にて、腹部大動脈瘤破裂により死去した。

## エンジニアとしての特徴
コスワースを共に創業したマイク・コスティンと自身を比較して、ダックワースは自身は理想主義者であり、コスティンは現実主義者だとしばしば述べていた。第三者の評では、エンジニアとして、ダックワースは天才型、コスティンは実務型とも言われている。
ダックワースは理想主義者を自認していたが、それは突飛なアイデアを好むという意味ではなく、エンジニアとしては常に地に足の着いたアプローチを採っており、既成概念にとらわれない発想をした際もその実現の手段について常に「現実主義者」のコスティンに相談した。こうした考え方と手法は（同じ理想主義者でも）コーリン・チャップマンとは異なっており、ダックワース自身もチャップマンのやり方は好きではないと認めていた。この違いはロータスでチャップマンと相容れなかった原因だと指摘されている。
ダックワースは設計作業を自宅で行っており、アイデアや問題点のリストアップ、図面描き、構造計算といった作業をこなし、それらをレポート用紙4～5枚に太字の黒ボールペンで殴り書きしたものをファクトリーの開発陣に渡して指示を与えていた。それを受け取ったコスワースのエンジニアたちはその内容を理解することができたという。
DFVエンジンを初搭載したロータス・49ではエンジンが車体のストレスメンバーとして用いられるようになったが、これはチャップマンではなくダックワースのアイデアだったとコスティンが証言している。

## 人物
熊のように大柄で、ユーモアに富んだ人物だった。その点はマイク・コスティンと類似していたが、コスティンとは異なり、毒舌家でもあり、能力の劣る人間には厳しかった。
強気な人物で、鋭い言葉ひとつで穏やかな議論をひっくり返すようなところがあった。
フラストレーションが溜まるとヘリコプターを操縦する癖があった。

### ダックワーシズム
ダックワースは独特な感性を持っており、ある状況を簡潔にまとめたフレーズや格言を思いつく才能があり、これは当時のF1関係者の間では「ダックワーシズム」（Duckworthisms）と呼ばれて人気を博した。
その一例として以下のものがあり、似たような発言を他にも数多く残している。
- 「役立たずで有害な情報があるくらいなら、情報がないほうが良い」[注釈 13]
- 「優れたエンジニアが10ペンスかけて作るものを、天才は1ペニーで作る」
- 「明確な答えなどそもそもまず存在しない。決断を下せる人間とは、シンプルな思考を持つ人間だ」

エンジニアを採用する際も、「若い愚者はやがて年老いた愚者になる」という原則を持っていた。

### 家族
1959年1月10日に、電気技師の娘で、大学時代から交際していたウルスラ・カッサル（Dorothy Ursula Cassal）と結婚し、1男1女をもうけた。
ウルスラとは1986年1月に離婚し、同年4月18日に、ジリアン・マリー・リーヴ（Gillian Mary Reeve）と再婚した。二人目の妻との間に子はなく、ダックワースが2005年に死去した際、彼が残した1000万ポンドほどの遺産は、妻（ジリアン）と、先妻との間の2名の子供に相続された。